# Бернард Онтоинет
Бернард Онтоинет (фр. Bernard Antoinette; Руан, 11. март 1914 — Боа Гијом, 5. март 2008) био је француски фудбалер и тренер.

## Биографија
Фудбалску каријеру је дебитовао 1928. у фудбалском клубу Руен са којим је однео победу на такмичењу младих фудбалера 1932. године. Играо је два пута за фудбалску репрезентацију Француске. Након дуге фудбалске каријере повлачи се као играч и постаје тренер фубдалског клуба Кевији. Заједно са својом екипом односи три титуле у аматерском фудбалу  1954, 1955. и 1958. године. Након тога постаје регионални технички саветник Нормандије.

## Награде
- Победник турнира „најмлађи фудбалер” 1932. године.
- Шампион Француске 2. лиге заједно са фудбалским клубом Руен 1936. године.